# Castelo Delgatie
O Castelo Delgatie (em língua inglesa Delgatie Castle) é um castelo localizado em Turriff, Aberdeenshire, Escócia.
Encontra-se classificado na categoria "A" do "listed building" desde 24 de novembro de 1972.